# Dienis Kriwoszłykow
Dienis Kriwoszłykow (Денис Иванович Кривошлыков, ur. 10 maja 1971) – rosyjski piłkarz ręczny. Dwukrotny medalista olimpijski.
Występował na pozycji prawoskrzydłowego. Z reprezentacją Rosji brał udział w trzech igrzyskach olimpijskich (IO 2000, IO 2004 i IO 2008) – w 2000 sięgnął po złoto, w 2004 wywalczył brąz. Na mistrzostwach świata zdobywał złoto w 1997 i srebro w 1999. Był również mistrzem Europy w 1996 i srebrnym medalistą kontynentalnego czempionatu w 2000. Grał w CSKA Moskwa (mistrzostwo kraju w 1994 i 1995), a od 1999 przez wiele lat był piłkarzem hiszpańskiego CB Ademar León. Zdobywał z nim tytuł mistrza Hiszpanii w 2001, puchar tego kraju w 2002 i Puchar Zdobywców Pucharów w 2005.